# Aleksandr Igorevich Kovalenko
Aleksandr Igorevich Kovalenko (en ruso: Александр Игоревич Коваленко; Moscú, Distrito federal Central, 8 de agosto de 2003) es un futbolista ruso. Juega de mediocentro y su equipo actual es el FC Oremburgo de la Liga Premier, máxima categoría del fútbol ruso.

## Trayectoria
A comienzos de la temporada 2023-24 fue fichado por Zenit de San Petersburgo, firmó contrato por 5 años. Tras una temporada fue fichado por FC Oremburgo a mediados de 2024.

## Selección nacional

### Juveniles
Ha sido internacional con la selección de fútbol de Rusia en las categorías juveniles sub-18, sub-19, sub-21 y sub-23.

### Absoluta
Fue convocado por primera vez a la selección absoluta por el entrenador Valeri Karpin para la fecha FIFA de septiembre de 2022. Debutó el 24 de septiembre, fue titular para jugar un amistoso frente a Kirguistán y ganaron 1-2.

## Estadísticas
Actualizado al último partido disputado el 17 de mayo de 2025.
| Club                   | Div.          | Temporada     | Liga  | Liga  | Liga   | Copas nacionales | Copas nacionales | Copas nacionales | Copas internacionales | Copas internacionales | Copas internacionales | Total | Total | Total  |
| Club                   | Div.          | Temporada     | Part. | Goles | Asist. | Part.            | Goles            | Asist.           | Part.                 | Goles                 | Asist.                | Part. | Goles | Asist. |
| ---------------------- | ------------- | ------------- | ----- | ----- | ------ | ---------------- | ---------------- | ---------------- | --------------------- | --------------------- | --------------------- | ----- | ----- | ------ |
| Chertanovo · Rusia     | 3.ª           | 2021-22       | 13    | 0     | 2      | 1                | 0                | 0                | —                     | —                     | —                     | 14    | 0     | 2      |
| Chertanovo · Rusia     | Total club    | Total club    | 13    | 0     | 2      | 1                | 0                | 0                | 0                     | 0                     | 0                     | 14    | 0     | 2      |
| Krylia Sovetov · Rusia | 1.ª           | 2021-22       | 12    | 0     | 0      | -                | -                | -                | —                     | —                     | —                     | 12    | 0     | 0      |
| Krylia Sovetov · Rusia | 1.ª           | 2022-23       | 23    | 1     | 2      | 7                | 1                | 1                | —                     | —                     | —                     | 30    | 2     | 3      |
| Krylia Sovetov · Rusia | Total club    | Total club    | 35    | 1     | 2      | 7                | 1                | 1                | 0                     | 0                     | 0                     | 42    | 2     | 3      |
| Zenit · Rusia          | 1.ª           | 2023-24       | 6     | 0     | 0      | 8                | 0                | 1                | —                     | —                     | —                     | 14    | 0     | 1      |
| Zenit · Rusia          | 1.ª           | 2024-25       | 0     | 0     | 0      | 0                | 0                | 0                | —                     | —                     | —                     | 0     | 0     | 0      |
| Zenit · Rusia          | Total club    | Total club    | 6     | 0     | 0      | 8                | 0                | 1                | 0                     | 0                     | 0                     | 14    | 0     | 1      |
| FC Oremburgo · Rusia   | 1.ª           | 2024-25       | 17    | 0     | 1      | 4                | 0                | 0                | —                     | —                     | —                     | 21    | 0     | 1      |
| FC Oremburgo · Rusia   | 1.ª           | 2025-26       | 0     | 0     | 0      | -                | -                | -                | —                     | —                     | —                     | 0     | 0     | 0      |
| FC Oremburgo · Rusia   | Total club    | Total club    | 17    | 0     | 1      | 4                | 0                | 0                | 0                     | 0                     | 0                     | 21    | 0     | 1      |
| Total carrera          | Total carrera | Total carrera | 71    | 1     | 5      | 20               | 1                | 2                | 0                     | 0                     | 0                     | 91    | 2     | 7      |
| 1.                     |               |               |       |       |        |                  |                  |                  |                       |                       |                       |       |       |        |

## Palmarés

### Títulos nacionales
| Título                | Club                     | País  | Año  |
| --------------------- | ------------------------ | ----- | ---- |
| Supercopa de Rusia    | Zenit de San Petersburgo | Rusia | 2023 |
| Liga Premier de Rusia | Zenit de San Petersburgo | Rusia | 2024 |
| Copa de Rusia         | Zenit de San Petersburgo | Rusia | 2024 |